# Stizocera floridana
Stizocera floridana là một loài bọ cánh cứng trong họ Cerambycidae.